# ثيوقراطية
الثيُقراطية، بضم الياء أو الثيوقراطية (بالإنجليزية: Theocracy) وتعني حكم رجال الدين أو الحكومة الدينية أو الحكم الديني. وتُعرف أيضا بأن تستمد الحكومة شرعيتها من الإله ويدعي الحاكم أنه يحكم باسم الإله، تتكون كلمة ثيقراطية من كلمتين مدمجتين في اللغة اليونانية هما ثيو وتعني الدين وقراط وتعني الحكم أي "الحكم الديني" وعليه فان الثيوقراطية هي نظام حكم يستمد الحاكم فيه سلطته مباشرة من الإله، حيث تكون الطبقة الحاكمة من الكهنة أو رجال الدين الذين يعتبروا موجهين من قبل الإله أو يمتثلون لتعاليم سماوية، وتكون الحكومة هي الكهنوت الديني ذاته أوعلى الأقل يسود رأي الكهنوت عليها.
يُعتبر الحكم الديني الثيوقراطي هو نوع من الفاشية تحت مسمي الفاشية الدينية ذلك لأن الحكومة تكون حكومة إستبدادية سلطوية بأسم الدين فلا تقبل عادة المعارضة حيث يُعتبر المعارض معادي للدين.

## التعريف
مصطلح ثيوقراطية مشتق من Koine اليونانية θεοκρατία ، «حكم الإله»، وهو مصطلح يستخدمه جوزيفوس لمملكتي إسرائيل ويهوذا، يعكس وجهة النظر القائلة بأن «الإله نفسه معترف به كرئيس» للدولة.  الاستخدام العام والشائع للمصطلح، كما تم تعريفه أعلاه من حيث حكم الكنيسة أو القيادة الدينية المماثلة، يمكن وصفه بدقة أكبر على أنه نظام كنسي.
في نظام ثيوقراطي خالص، يُعتقد أن للزعيم المدني علاقة شخصية بإله أو آلهة دين أو عقيدة تلك الحضارة، مثل قيادة محمد للمسلمين الأوائل بنبوءات من الله«عَزَّ وجَلّ». في النظام الكنسي، يضطلع القادة الدينيون بدور قيادي في الدولة، لكنهم لا يدّعون أنهم أدوات للوحي الإلهي.
والظاهرة ذات الصلة هي قيام حكومة علمانية بالتعايش مع دين الدولة أو تفويض بعض جوانب القانون المدني للطوائف الدينية. على سبيل المثال، في إسرائيل، يخضع الزواج للهيئات الدينية المعترف بها رسميًا والتي تقدم كل منها خدمات الزواج لأتباعها المحترمين، ومع ذلك لا يوجد أي شكل من أشكال الزواج المدني (الخالي من الدين)، ولا الزواج من قبل ديانات الأقليات غير المعترف بها.

## خلفية تاريخية
كان أول من سك مصطلح «ثيقراطية» هو جوزيفوس فلافيوس في القرن الأول الميلادي لوصف الحكومة القائمة عند اليهود. حاج جوزيفوس بأنه في حين يعترف اليونانيون بثلاثة أنواع من الحكم: الملكية، الأرستقراطية، والفوضوية، كان اليهود فريدون في كون نظام الحكم لديهم لا يندرج تحت أي من أنظمة الحكم الآنفة. لقد فهم جوزيفوس الثيقراطية على أنها شكل رابع من أشكال الحكومة يكون فيه ما يقوله الإله في كتابه المقدس هو فقط مصدر الحكم. مع حلول حقبة التنوير في أوروبا، بدأت الثيقراطية تأخذ دلالة سلبية بشكل كبير، خصوصا على أيدي الفيلسوف الألماني هيجل.

## دول معاصرة تحمل سمات الحكم الثيوقراطي

### الثيوقراطيات المسيحية
مزيد من المعلومات: الدولة المسيحية وعلم اللاهوت

#### الكرسي الرسولي (الفاتيكان)

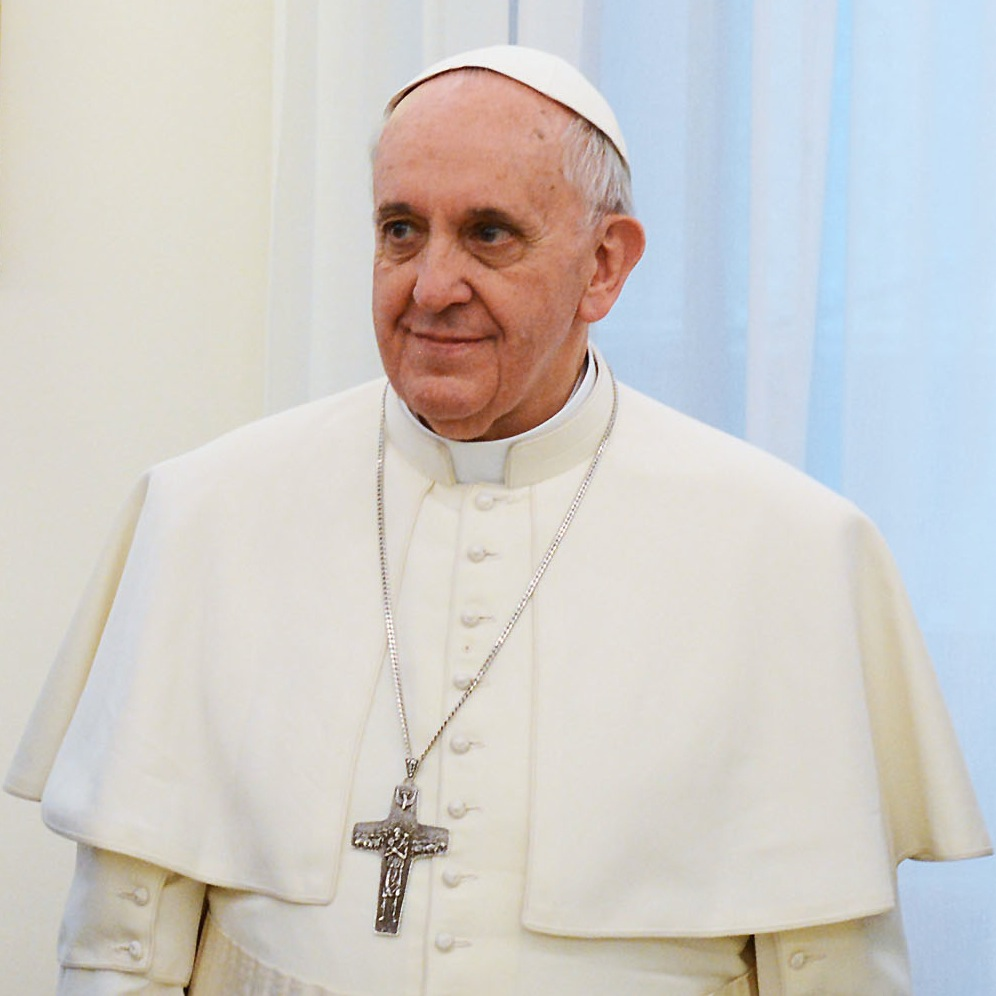
بابا الفاتيكان.

بعد الاستيلاء على روما في 20 سبتمبر 1870 ، ضمت مملكة إيطاليا الولايات البابوية بما في ذلك روما مع الفاتيكان. في عام 1929 ، من خلال معاهدة لاتيران الموقعة مع الحكومة الإيطالية، تم إنشاء دولة الفاتيكان الجديدة (عدد سكانها 842) - دون أي صلة بالدول البابوية السابقة  - رسميًا والاعتراف بها كدولة مستقلة. رأس دولة الفاتيكان هو البابا، الذي تنتخبه كلية الكرادلة وهي جمعية من رجال الدين رفيعي المستوى. يُنتخب البابا مدى الحياة، وإما أن يموت أو يستقيل. يتم تعيين الكرادلة من قبل الباباوات، الذين يختارون بذلك ناخبي خلفائهم.
يقتصر التصويت حاليًا على الكرادلة الذين تقل أعمارهم عن 80 عامًا. يتم تعيين سكرتير للعلاقات مع الدول، مسؤول بشكل مباشر عن العلاقات الدولية، من قبل البابا. النظام القانوني للفاتيكان متجذر في القانون الكنسي ويقرره البابا في نهاية المطاف. أسقف روما بصفته الحبر الأعظم «يتمتع بملء السلطات التشريعية والتنفيذية والقضائية».  على الرغم من أن قوانين مدينة الفاتيكان مستمدة من القوانين العلمانية لإيطاليا، بموجب المادة 3 من قانون مصادر القانون، فقد تم النص على التطبيق التكميلي «للقوانين الصادرة عن مملكة إيطاليا».

#### جبل آثوس
جبل آثوس هو شبه جزيرة جبلية في اليونان وهي منطقة أرثوذكسية شرقية تتمتع بالحكم الذاتي وتتألف من 20 ديرًا تخضع مباشرة لسلطة رئيسيات القسطنطينية. كان هناك ما يقرب من 1800 عام من الوجود المسيحي المستمر على جبل آثوس، ولها تاريخ طويل من الأديرة، والذي يعود إلى 800 ميلادي على الأقل. يمكن إرجاع أصل الحكم الذاتي في جبل آثوس إلى مرسوم ملكي صادر عن الإمبراطور البيزنطي جون تزيميسيس في 972، وأعاده الإمبراطور ألكسيوس الأول كومنينوس في عام 1095. انتصرت اليونان السيطرة على المنطقة منالإمبراطورية العثمانية أثناء حرب البلقان الأولى في عام 1912. ومع ذلك، تم الاعتراف بها رسميًا كجزء من اليونان فقط بعد أن لم يعد الخلاف الدبلوماسي مع الإمبراطورية الروسية يمثل عقبة، بعد انهيار تلك الأخيرة خلال الحرب العالمية الأولى.
يُعفى جبل آثوس تحديدًا من حرية تنقل الأشخاص والبضائع التي تتطلبها عضوية اليونان في الاتحاد الأوروبي،  ولا يُسمح بالدخول إلا بإذن صريح من الرهبان. عدد الزوار اليوميين لجبل آثوس مقيد، ويطلب من جميع الزوار الحصول على تصريح دخول. يُسمح للرجال فقط بالزيارة، والمسيحيون الأرثوذكس الشرقيون لهم الأسبقية في إصدار التصاريح. يجب أن يكون سكان جبل آثوس رجالًا يبلغون من العمر 18 عامًا وأكثر من أعضاء الكنيسة الأرثوذكسية الشرقية وأيضًا الرهبان أو العمال.
يحكم آثوس مجتمعًا يتألف من أعضاء 20 ديرًا ومديرًا مدنيًا، تعينه وزارة الخارجية اليونانية. يقود المجتمع الرهباني البروتوس .

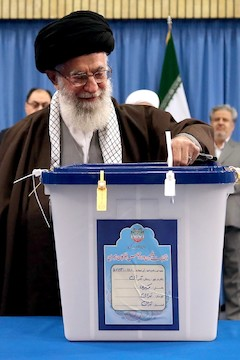
السلطة النهائية في إيران في يد الولي الفقيه وهو المرجعية في التشريعات والقرارات ويستطيع عزل الرئيس. وتعتبر إيران أحد أبرز نماذج الثيوقراطية الحديثة حيث يسيطر الفقهاء ورجال الدين علي الحكم.

### الثيوقراطية الإسلامية
- إمارة أفغانستان الإسلامية: تحكم حكومة حركة طالبان حسب فهمها للشريعة الإسلامية.
- الجمهورية الإسلامية الإيرانية: توصف حكومة إيران بأنها «جمهورية ثيقراطية». يقوم مجلس منتخب نصف عدد أعضاءه بتعيين فقيه إسلامي مدى الحياة في منصب القائد الأعلى. مجلس الخبراء، الذي يعتبر جهة تنفيذية في الحكومة، يحمل مسؤولية تحديد ما إذا كانت التشريعات القانونية مطابقة لرؤيته لشريعة الإسلام بالإضافة إلى مهمته في منع الناخبين الذين لا يرى فيهم الأهلية الكافية للترشح، تمارس الدولة إنتهاكات لحريات المواطنين الشخصية والدينية.[11]
- السعودية:[12] حكمها ملكي مطلق ودستور الحكم أو ما يسمى بالنظام الأساسي للحكم مستمد من الشريعة الإسلامية وكذلك الاحكام القضائية، تمنع الدولة بناء دور عبادة للأديان الأخري بناءا علي نصوص دينية مقدسة.
- جمهورية باكستان الإسلامية: دولة استقلت في 1947 بغالبية سكان من المسلمين السنة مع وجود أقليات من المسلمين الشيعة والمسيحيين وأقليات أخرى حيث يعتبر الإسلام الدين الرسمي الوحيد للدولة، وتوجد المحكمة الفيدرالية الشرعية والتي قد تمنع إصدار أي قوانين لا تتوافق مع نظرتها للشريعة.

كذلك هناك أفغانستان، السودان، موريتانيا واليمن والتي تعتبر ذات حكم ثيوقراطي إضافة لنيجيريا وإندونيسيا حيث توجد ولايات سُمح لها بتطبيق حدود الشريعة الإسلامية على المسلمين فقط بها.

كذلك هناك الإدارة المركزية للتبت أو حكومة التبت في المنفى.

### الإدارة المركزية التبتية
الإدارة التبتية المركزية، المعروفة بالعامية باسم حكومة التبت في المنفى، هي منظمة تبتيّة في المنفى ذات هيكل داخلي يشبه الدولة. وفقًا لميثاقها، فإن منصب رئيس الدولة للإدارة التبتية المركزية ينتمي بحكم منصبه إلى الدالاي لاما الحالي، التسلسل الهرمي الديني. في هذا الصدد، فهي تواصل تقاليد حكومة التبت السابقة، التي كان يحكمها الدالاي لاما ووزرائهم، مع دور محدد مخصص لطبقة من المسؤولين الرهبان.
في 14 مارس 2011، بناءً على اقتراح الدالاي لاما الرابع عشر، بدأ برلمان الإدارة التبتية المركزية النظر في اقتراح لإزالة دور الدالاي لاما كرئيس للدولة لصالح زعيم منتخب.
كان أول كالون تريبا المنتخب مباشرة هو Samdhong Rinpoche ، الذي تم انتخابه في 20 أغسطس 2001.
قبل عام 2011، كان موقع كالون تريبا خاضعًا للدالاي لاما الرابع عشر  الذي ترأس الحكومة في المنفى منذ تأسيسها.  في أغسطس من ذلك العام، حصل لوبسانغ سانجاي على 55 في المائة من 49189 صوتًا، متغلبًا على أقرب منافسيه تيثونج تينزين نامجيال بـ 8646 صوتًا،  ليصبح ثاني كالون تريبا منتخبًا شعبيًا. أعلن الدالاي لاما أنه سيتم نقل سلطته السياسية إلى سانجاي.

### الدول ذات الديانات الرسمية للدولة
المقال الرئيسي: دين الدولة
إن وجود دين دولة لا يكفي لأن تكون ثيوقراطية بالمعنى الضيق للمصطلح. العديد من البلدان لديها دين الدولة دون أن تستمد الحكومة سلطاتها مباشرة من سلطة إلهية أو سلطة دينية تمارس سلطات حكومية مباشرة. نظرًا لأن المعنى الضيق للمصطلح له أمثلة قليلة في العالم الحديث، فإن الاستخدام الأكثر شيوعًا له هو المعنى الأوسع لدين الدولة المفروض.

### الدول الأخرى ذات الوضع الغامض

#### كوريا الشمالية
المقال الرئيسي: جوتشي
على الرغم من أن كوريا الشمالية جمهورية اشتراكية بطبيعتها، إلا أن أيديولوجية الدولة الرسمية للحكومة هي جوتشي والتي تتمحور حول عائلة كيم. وفقًا لآشلي جي تيليس ومايكل ويلز، كان هذا التعديل على الديباجة مؤشرًا على السمة الكورية الشمالية الفريدة لكونها دولة ثيوقراطية قائمة على عبادة الشخصية المحيطة بكيم إيل سونغ. ولا يزال كيم إيل سونغ، الذي توفي عام 1994، «الرئيس الأبدي» لكوريا الشمالية، واعتمدت البلاد تقويم جوتشي الذي يرجع تاريخه إلى عام 1912، وهو العام الذي ولد فيه كيم.

## الدول التاريخية ذات الجوانب الدينية

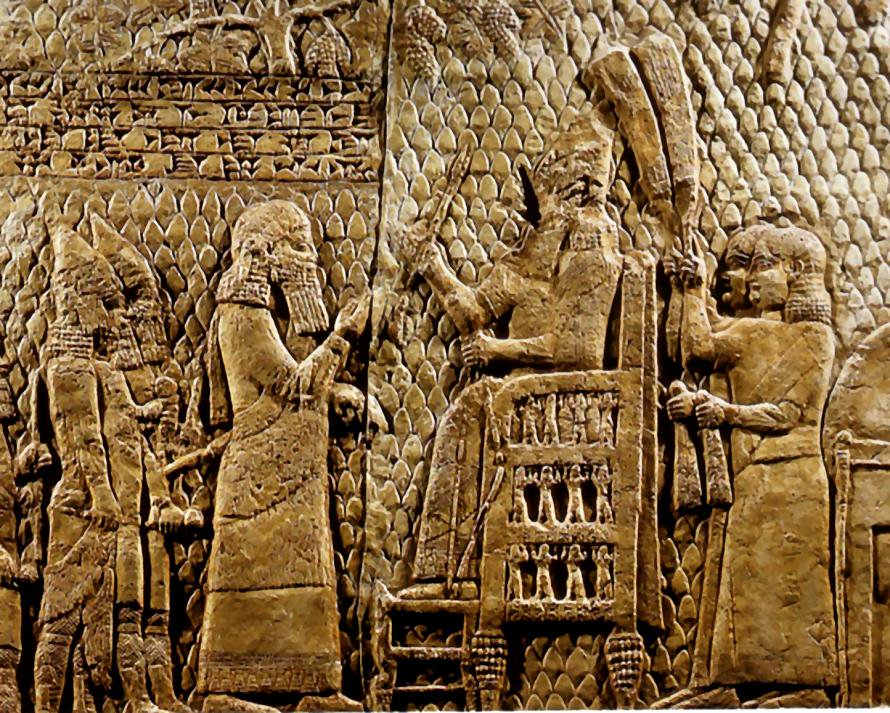
الحضارة السومرية كان يرأسها كهنة الديانة السومرية عام 4500 ق.م، حيث كان يزعم التواصل مع الألهة الأنوناكي وهو الوسيط الوحيد بين الألهة والبشر.

### سومر
ربما كانت المدن السومرية خلال فترة أوروك ثيوقراطية وكان من المرجح أن يرأسها كاهن ملك (إنسي)، يساعده مجلس من الحكماء، بما في ذلك الرجال والنساء.

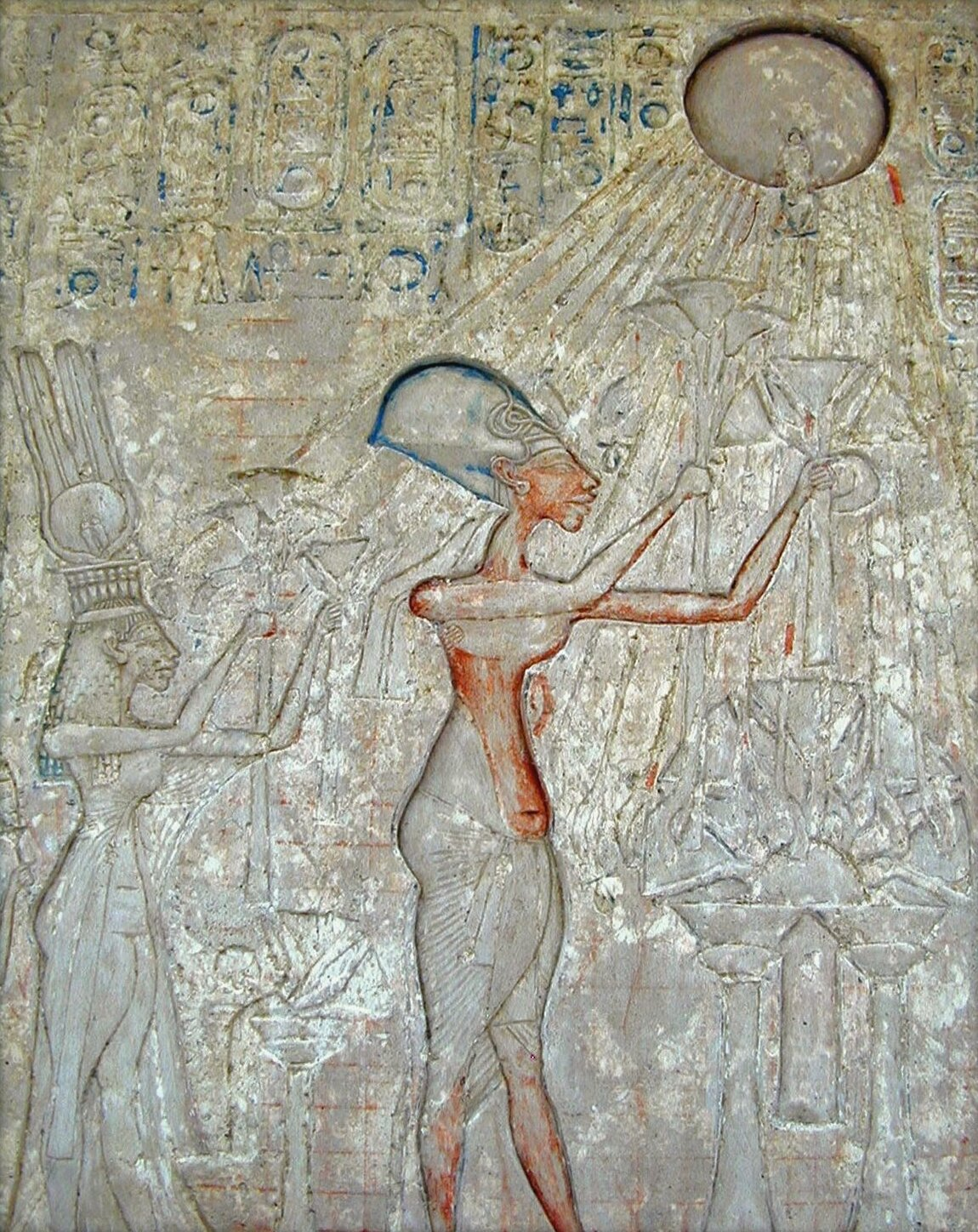
الفرعون اخناتون وزوجته نفرتيتي يقدمون القرابين لإله الشمس الموحد آتون.

### مصر القديمة
كان يُنظر إلى الفراعنة المصريين القدماء على أنهم إلهيين ومرتبطون بإله الشمس حورس، وبعد وفاته، كان يُنظر إلى أوزوريس إله البعث والحساب. علي الرغم من عدم اعتباره مساويًا لأعضاء البانثيون (معبد كل الآلهة) المصريين الآخرين، فقد كان يُنظر إلى الفرعون على أنه مسؤول عن التوسط بين الآلهة والشعب.

### اليابان

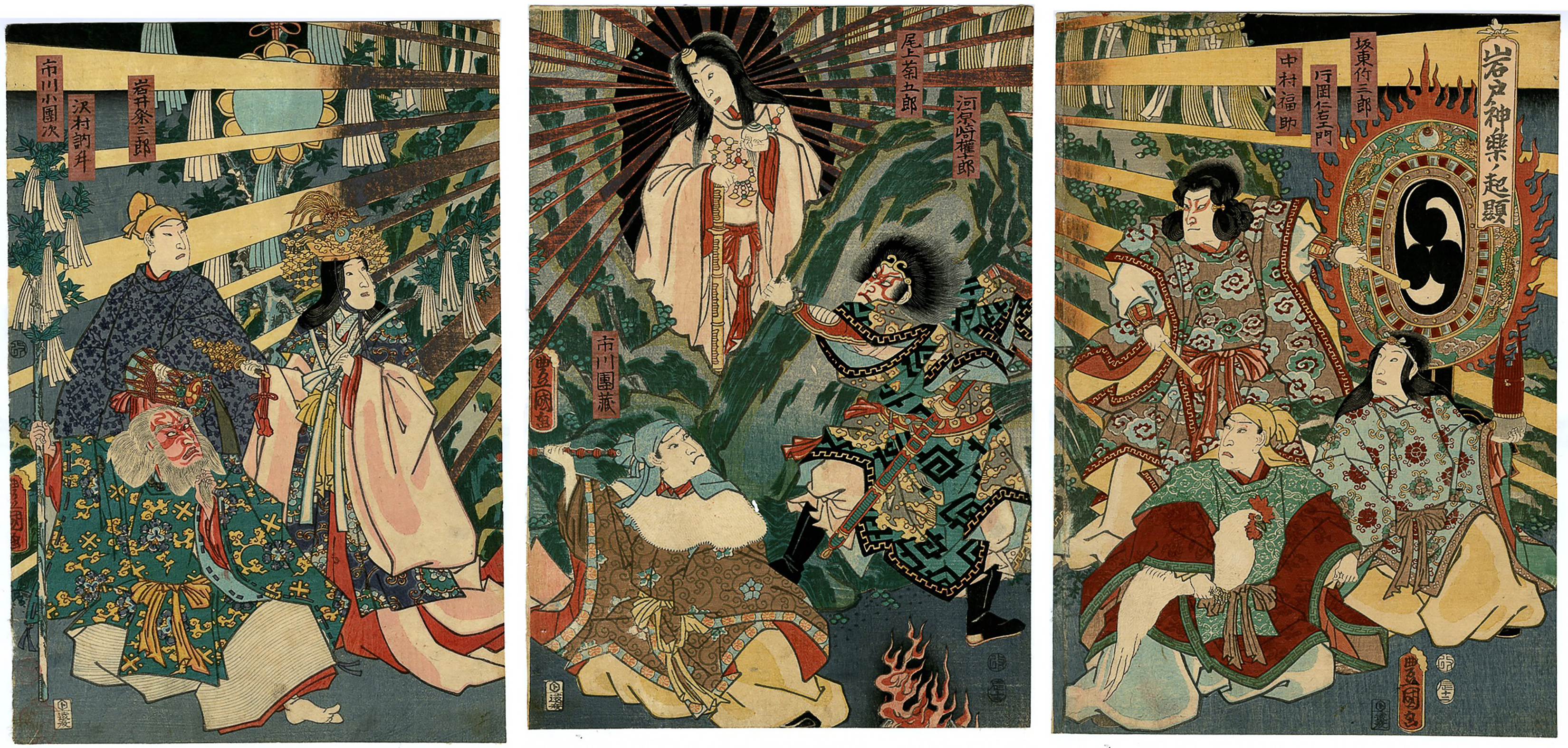
آلهة الشمس الشنتو أماتيراسو.

تم تكريم الإمبراطور تاريخيًا باعتباره سليل آلهة الشمس الشنتو أماتيراسو. من خلال هذا النسب، كان يُنظر إلى الإمبراطور على أنه إله حي كان القائد الأعلى للشعب الياباني. تغير هذا الوضع فقط مع احتلال اليابان بعد نهاية الحرب العالمية الثانية عندما أجبر الإمبراطور هيروهيتو على إعلان أنه لم يكن إلهًا حيًا من أجل إعادة تنظيم اليابان لتصبح دولة ديمقراطية.

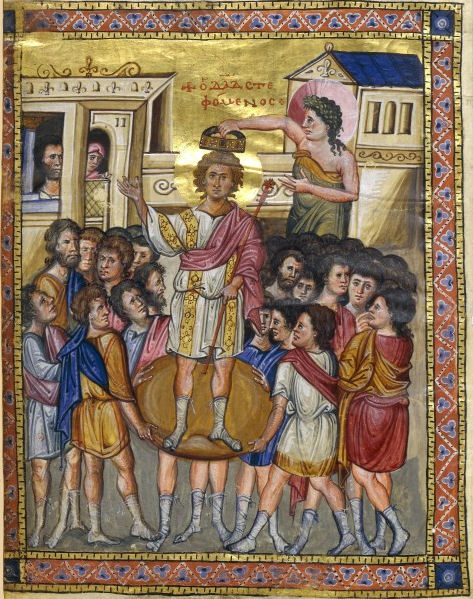
في مملكتي إسرائيل ويهوذا كان الحاكم يدعي الحكم باسم يهوه، يظهر في الصورة تتويج داود، كما هو مُصوَّر في سفر المزامير في التوراة، كان داود يجمع بين كونه نبيًا وملكًا إسرائيليا أيضا.

### إسرائيل
في العصور التوراتية، كانت إسرائيل المبكرة مملكة كريتاركية، يحكمها القضاة قبل إقامة نظام ملكي. يعتقد أن القضاة كانوا ممثلين عن يهوه.

### روما
حددت عبادة الإمبراطورية في روما القديمة الأباطرة الرومان وبعض أفراد عائلاتهم بالسلطة المعترف بها إلهياً (auctoritas) للدولة الرومانية. اعترف العرض الرسمي للدين للإمبراطور الحي بمنصبه وحكمه على أنهما موافق عليهما إلهياً ودستوريًا: لذلك يجب على مديره أن يُظهر الاحترام الورع للآلهة والأعراف الجمهورية التقليدية.

### التبت
بدأ الحكم الديني الموحد في التبت البوذية في عام 1642، عندما تحالف الدالاي لاما الخامس مع القوة العسكرية للمغول غوشري خان لتوطيد السلطة السياسية والسيطرة المركزية حول مكتبه كرئيس لمدرسة جيلوج .  يُعرف هذا الشكل من الحكومة بالنظام المزدوج للحكومة . قبل عام 1642، كانت هناك أديرة ورهبان معينون يتمتعون بسلطة كبيرة في جميع أنحاء التبت، لكنهم لم يحققوا أي شيء يقترب من السيطرة الكاملة، على الرغم من استمرار السلطة في نظام إقطاعي منتشر بعد صعود الدالاي لاما الخامس. احتفظ بالسلطة في التبت عدد من النخب التقليدية، بما في ذلك أعضاء النبلاء، ورؤساء الطوائف البوذية الرئيسية (بما في ذلك التلكوس المختلفة)، ومختلف المجتمعات الرهبانية الكبيرة والمؤثرة.
يُشار أيضًا إلى فترة بوجد خانات في منغوليا (1911-1919) باعتبارها ثيوقراطية بوذية سابقة.

### الصين
على غرار الإمبراطور الروماني، كان السيادة الصينية تاريخيًا يُعتبر ابن الجنة . ومع ذلك، من أول إمبراطور تاريخي فصاعدًا، كان هذا احتفاليًا إلى حد كبير وسرعان ما رسخه التقليد كرامة بعد وفاته، مثل المؤسسة الرومانية. كان الوضع قبل تشين شي هوانغ دي أقل وضوحًا.
عملت سلالة شانغ بشكل أساسي كثيوقراطية، معلنة أن الأسرة الحاكمة أبناء الجنة ودعوة إله السماء الرئيسي شانجدي بعد كلمة لأسلافهم المتوفين.  بعد الإطاحة بهم من قبل زو، لم يتم القضاء على عشيرة شانغ الملكية ولكن بدلاً من ذلك انتقلوا إلى عاصمة احتفالية حيث تم تكليفهم بمواصلة أداء طقوسهم.
تم تطبيق الألقاب التي جمعها شي هوانغدي لتشكيل لقبه الجديد للإمبراطور في الأصل على كائنات تشبه الآلهة أمرت بالسماء والأرض وعلى أبطال الثقافة الذين يُنسب إليهم اختراع الزراعة والملابس والموسيقى وعلم التنجيم، وما إلى ذلك حتى بعد السقوط. من Qin ، اعتبرت كلمات الإمبراطور المراسيم المقدسة (聖旨) وتصريحاته المكتوبة «توجيهات من فوق» (上諭).
نتيجة لذلك، يقوم بعض علماء الصين بترجمة العنوان هوانغدي (عادةً ما يُطلق عليه «الإمبراطور») على أنه بحث . يشير المصطلح بشكل صحيح إلى رأس الباحث (مملكة الآلهة)، لكن «الثيوقراطي» الأكثر دقة يحمل روابط كهنوت قوي قد يكون غير دقيق بشكل عام في وصف الإمبراطورية الصينية. يحتفظ آخرون باستخدام «البحث» لوصف الشخصيات الأسطورية لعصر ما قبل التاريخ الصيني مع الاستمرار في استخدام «الإمبراطور» لوصف الحكام التاريخيين.
المملكة السماوية للسلام العظيم في ستينيات القرن التاسع عشر كانت تشينغ تشينغ تشينغ تشينغ دولة دينية مسيحية مغايرة يقودها شخص قال إنه الأخ الأصغر ليسوع المسيح، هونغ Xiuquan . خاضت هذه الدولة الثيوقراطية واحدة من أكثر الحروب تدميراً في التاريخ، تمرد تايبينغ، ضد أسرة تشينغ لمدة خمسة عشر عامًا قبل أن يتم سحقها بعد سقوط عاصمة المتمردين نانجينغ .

### الخلافة الإسلامية
المقال الرئيسي: الخلافة

تعتبر الخلافة الاسلامية إحدى صور الحكم الديني الثيوقراطي حيث يدعي الحاكم أنه حاكم باسم الله ويستند لشريعة دينية ويقوم بتعيينه العلماء او ما يُعرف بأهل الحل والعقد.

ينص المذهب السني في الإسلام على أنه كرئيس للدولة، يجب اختيار الخليفة أو انتخابه من قبل المسلمين أو ممثليهم. ومع ذلك، يعتقد أتباع الإسلام الشيعي أن الخليفة يجب أن يكون إمامًا يختاره الله«عَزَّ وجَلّ» من أهل البيت، أحفاد النبي محمد ﷺ المباشرين.

### الإمبراطورية البيزنطية

تعد الامبراطورية البيزنطية ثيوقراطية حيث الإمبراطور يحكم باسم المسيح وينفذ تعاليم وتشريعات الكتاب المقدس وتخضع السلطة المدنية للكنيسة الأرثوذكسية.

المقال الرئيسي: الإمبراطورية البيزنطية § الدين
عملت الإمبراطورية البيزنطية (324–1453 م) تحت حكم سيمفونيا، مما يعني أن الإمبراطور كان رئيس المجتمع المدني والسلطة النهائية على السلطات الكنسية، البطريركيات. كان الإمبراطور يعتبر ممثل الإله القادر على الأرض وحكم كسلط مطلق .

تجادل جينيفر فريتلاند فان فورست، «أصبحت الإمبراطورية البيزنطية دولة ثيوقراطية بمعنى أن القيم والمثل المسيحية كانت أساس المثل السياسية للإمبراطورية ومتشابكة بشدة مع أهدافها السياسية».  يقول ستيفن رونسيمان في كتابه عن الثيوقراطية البيزنطية (2004):
استند دستور الإمبراطورية البيزنطية إلى القناعة بأنها النسخة الأرضية لمملكة السماء. تمامًا كما حكم الإله في السماء، كذلك يجب على الإمبراطور، الذي خلق على صورته، أن يحكم على الأرض وينفذ وصاياه. ... رأت نفسها على أنها إمبراطورية عالمية. من الناحية المثالية، ينبغي أن تحتضن جميع شعوب الأرض الذين يجب أن يكونوا جميعًا، بشكل مثالي، أعضاء في الكنيسة المسيحية الحقيقية الواحدة، الكنيسة الأرثوذكسية الخاصة بها. فكما خُلق الإنسان على صورة الإله، كذلك صُنعت مملكة الإنسان على الأرض على صورة مملكة السماء. 

### مونستر (القرن السادس عشر)
بين عامي 1533 و 1535، أقام الزعيمان البروتستانتيان يان ماتيس وجون ليدن مملكة ثيوقراطية قصيرة العمر في مدينة مونستر . لقد أنشأوا نظامًا قائلًا بتجديد عماد مع توقعات شيلية وألفية . تم إلغاء المال وعوقب أي انتهاك للوصايا العشر بالإعدام. على الرغم من الأيديولوجية التقوية، كان تعدد الزوجات مسموحًا به وكان لفون ليدن 17 زوجة. في عام 1535، استعاد فرانز فون فالديك مونستر، منهياً وجود المملكة.

### جنيف وزيورخ (القرن السادس عشر)
يناقش المؤرخون إلى أي مدى كانت جنيف، سويسرا، في أيام جون كالفن (1509-15064) دولة ثيوقراطية. من ناحية، دعا لاهوت كالفن بوضوح إلى الفصل بين الكنيسة والدولة. أكد مؤرخون آخرون على القوة السياسية الهائلة التي يمارسها رجال الدين على أساس يومي.
في زيورخ القريبة بسويسرا، بنى المصلح البروتستانتي هولدريش زوينجلي (1484-1531) نظامًا سياسيًا أطلق عليه العديد من العلماء نظامًا ثيوقراطيًا، بينما نفاه آخرون.

### ولاية ديزيريت (كنيسة يسوع المسيح لقديسي الأيام الأخيرة، الولايات المتحدة الأمريكية)
المقالات الرئيسية: حالة ولاية ديزيريت وكنيسة يسوع المسيح لقديسي الأيام الأخيرة
انظر أيضا: الثيودمقراطية
تمت مناقشة مسألة الثيوقراطية على نطاق واسع من قبل المؤرخين فيما يتعلق بمجتمعات المارون في إلينوي، وخاصة في ولاية يوتا.
جوزيف سميث، عمدة Nauvoo ، إلينوي ومؤسس حركة Latter Day Saint ، ترشح كمستقل لمنصب الرئيس في عام 1844 . اقترح فداء العبيد ببيع الأراضي العامة. تقليص حجم وراتب الكونجرس؛ إغلاق السجون؛ ضم تكساس وأوريغون وأجزاء من كندا ؛ تأمين الحقوق الدولية في أعالي البحار ؛ تجارة حرة وإعادة إنشاء بنك وطني .  قام كبير مساعديه بريغهام يونغ بحملة من أجل سميث قائلاً ، «إن إله السماء يخطط لإنقاذ هذه الأمة من الدمار والحفاظ على الدستور.» انتهت الحملة عندما قُتل سميث على يد حشد أثناء وجوده في سجن قرطاج بولاية إلينوي في 27 يونيو 1844.
بعد اضطهاد شديد ، غادر المورمون الولايات المتحدة وأعيد توطينهم في جزء بعيد من ولاية يوتا ، التي كانت آنذاك جزءًا من المكسيك. ومع ذلك ، سيطرت الولايات المتحدة في عام 1848 ولن تقبل تعدد الزوجات. كانت ولاية ديزيريه المورمون قصيرة العمر.  امتدت حدودها الأصلية من غرب كولورادو إلى ساحل جنوب كاليفورنيا . عندما وصل المورمون إلى وادي بحيرة سولت ليك الكبرى في عام 1847، كان الحوض العظيم لا يزال جزءًا من المكسيك ولم يكن لديه حكومة علمانية. ونتيجة لذلك ، أدار بريغهام يونغ المنطقة روحياً وزمنياً من خلال كهنوت ملكيصادق عالي التنظيم والمركز. استندت هذه المنظمة الأصلية إلى مفهوم يسمى الثيودمووقراطية ، وهو نظام حكومي يجمع بين الثيوقراطية التوراتية والمثل السياسية الأمريكية في منتصف القرن التاسع عشر.
في عام 1849، نظم القديسون حكومة علمانية في ولاية يوتا ، على الرغم من أن العديد من القادة الكنسيين حافظوا على مناصبهم في السلطة العلمانية. كما التمس المورمون من الكونغرس قبول ديزيريه في الاتحاد كدولة. ومع ذلك ، بموجب تسوية عام 1850، تم إنشاء إقليم يوتا وتم تعيين بريغهام يونغ حاكمًا. في هذه الحالة ، لا يزال يونغ يقف كرئيس لكنيسة يسوع المسيح لقديسي الأيام الأخيرة (كنيسة LDS) بالإضافة إلى حكومة يوتا العلمانية.
بعد حرب يوتا المجهضة 1857-1858، استبدال يونغ بحاكم إقليمي فيدرالي خارجي ، وملاحقة اتحادية مكثفة لقادة كنيسة LDS ، والحل النهائي للخلافات المتعلقة بالزواج التعددي ، وانضمام يوتا إلى الدولة ، والجوانب الزمنية الظاهرة لقد انحسرت الثيودموقراطية LDS بشكل ملحوظ.

### بلاد فارس / إيران
خلال الإمبراطورية الأخمينية ، كانت الزرادشتية هي دين الدولة وتضمنت العبادة الرسمية. عُرف عن الملوك الفارسيين أنهم من الزرادشتيين الأتقياء وحكموا بصورة زرادشتية من القانون تسمى آشا . ومع ذلك ، تجنب كورش الكبير ، الذي أسس الإمبراطورية ، فرض العقيدة الزرادشتية على سكان الأراضي المحتلة. تم الاستشهاد بلطف كورش تجاه اليهود على أنه أثار تأثير الزرادشتية على اليهودية.
تحت حكم السلوقيين ، أصبحت الزرادشتية مستقلة. خلال الفترة الساسانية ، تم إصلاح التقويم الزرادشتي ، وحظر استخدام الصور في العبادة ، وبُنيت معابد النار بشكل متزايد ، وساد التعصب تجاه الأديان الأخرى.

### فلورنسا تحت سافونارولا
كان للعهد القصير (1494-1498) لكاهن الدومينيكان جيرولامو سافونارولا ، على مدينة فلورنسا ، سمات نظام ثيوقراطي. خلال فترة حكمه ، أحرقت كتب وتماثيل وشعر وأشياء أخرى «غير مسيحية» (في نار الغرور)، وأصبح اللواط جريمة كبرى ، وأصبحت الممارسات المسيحية الأخرى قانونًا.

### أمير أسقفية الجبل الأسود
كان أمير-أسقفية الجبل الأسود إمارة كنسية كانت موجودة من عام 1516 حتى عام 1852. كانت الإمارة تقع حول الجبل الأسود حاليًا . انبثقت من أبرشية سيتيني ، التي عُرفت فيما بعد باسم متروبوليتانية الجبل الأسود والساحل ، والتي تحدى أساقفتها سيطرة الإمبراطورية العثمانية وحولوا أبرشية سيتيني إلى دولة ثيوقراطية بحكم الأمر الواقع ، وحكموها على أنهم مطران (فلاديك ، المعروف أيضًا باسم الأمير- الأساقفة). أول أمير أسقف كان فافيلا . تم تحويل النظام إلى نظام وراثي بواسطة Danilo Šćepčevi ، أسقف Cetinjeالذين وحدوا القبائل العديدة في الجبل الأسود في قتال الإمبراطورية العثمانية التي احتلت كل من الجبل الأسود (مثل سانجاك من الجبل الأسود ومونتينيغرو فيلايت) ومعظم جنوب شرق أوروبا في ذلك الوقت.